# Порпита
Порпита (лат. Porpita porpita) — колониальный представитель гидроидов, океанический пелагический вид. Единственный представитель рода.

## Описание
Диаметр 2,5 см. Ствол порпиты превращён в плоский кружок с гладкой поверхностью и с плоским же кружковидным воздушным аппаратом, состоящим из разделенных вертикальными перегородками концентрических камер. Стенки аппарата из плотного органического вещества, напоминающего хитин. Камеры сообщаются между собой и с окружающей средой рядом мелких отверстий. На нижней стороне кружка помещается большой центральный полип (желудочный мешок), с полипоидными или медузоидными придатками. Немного отступая от периферии висят щупальца. Питательные каналы расходятся от желудочной полости в виде сети и находятся в сообщении с полостями маленьких полипов.